# Municipio de San Cristóbal de la Barranca
El municipio de San Cristóbal de la Barranca es uno de los 125 municipios en que se encuentra dividido el estado mexicano de Jalisco. Se encuentra en el centro-norte del estado y su cabecera municipal es la población de San Cristóbal de la Barranca.

## Geografía
El municipio de San Cristóbal de la Barranca se localiza en el centro-norte del estado Jalisco, en la región Centro. Sus coordenadas extremas son 20°58′ - 21°10′ de latitud norte y 103°20′ - 103°41′ de longitud oeste; y a una altura que fluctúa entre un máximo de 2 200 y un mínimo de 800 metros sobre el nivel del mar. Tiene una extensión territorial de 524.411 kilómetros cuadrados que equivalen al 0.66% de la superficie estatal.
El municipio tiene límites al oeste con el municipio de Tequila, al sur con el municipio de Zapopan y al sureste con el municipio de Ixtlahuacán del Río; al norte y noreste hace límite con el estado de Zacatecas, en particular con el municipio de Trinidad García de la Cadena y el municipio de Mezquital del Oro.

### Clima
| Parámetros climáticos promedio de Municipio de San Cristóbal de la Barranca | Parámetros climáticos promedio de Municipio de San Cristóbal de la Barranca | Parámetros climáticos promedio de Municipio de San Cristóbal de la Barranca | Parámetros climáticos promedio de Municipio de San Cristóbal de la Barranca | Parámetros climáticos promedio de Municipio de San Cristóbal de la Barranca | Parámetros climáticos promedio de Municipio de San Cristóbal de la Barranca | Parámetros climáticos promedio de Municipio de San Cristóbal de la Barranca | Parámetros climáticos promedio de Municipio de San Cristóbal de la Barranca | Parámetros climáticos promedio de Municipio de San Cristóbal de la Barranca | Parámetros climáticos promedio de Municipio de San Cristóbal de la Barranca | Parámetros climáticos promedio de Municipio de San Cristóbal de la Barranca | Parámetros climáticos promedio de Municipio de San Cristóbal de la Barranca | Parámetros climáticos promedio de Municipio de San Cristóbal de la Barranca | Parámetros climáticos promedio de Municipio de San Cristóbal de la Barranca |
| Mes                                                                         | Ene.                                                                        | Feb.                                                                        | Mar.                                                                        | Abr.                                                                        | May.                                                                        | Jun.                                                                        | Jul.                                                                        | Ago.                                                                        | Sep.                                                                        | Oct.                                                                        | Nov.                                                                        | Dic.                                                                        | Anual                                                                       |
| --------------------------------------------------------------------------- | --------------------------------------------------------------------------- | --------------------------------------------------------------------------- | --------------------------------------------------------------------------- | --------------------------------------------------------------------------- | --------------------------------------------------------------------------- | --------------------------------------------------------------------------- | --------------------------------------------------------------------------- | --------------------------------------------------------------------------- | --------------------------------------------------------------------------- | --------------------------------------------------------------------------- | --------------------------------------------------------------------------- | --------------------------------------------------------------------------- | --------------------------------------------------------------------------- |
| Temp. máx. abs. (°C)                                                        | 8.0                                                                         | 35.0                                                                        | 38.0                                                                        | 40.0                                                                        | 45.5                                                                        | 38.5                                                                        | 36.0                                                                        | 38.5                                                                        | 35.0                                                                        | 34.0                                                                        | 34.0                                                                        | 34.0                                                                        | 39.5                                                                        |
| Temp. máx. media (°C)                                                       | 22.1                                                                        | 26.0                                                                        | 27.9                                                                        | 32.3                                                                        | 33.4                                                                        | 31.1                                                                        | 27.8                                                                        | 27.8                                                                        | 27.6                                                                        | 27.5                                                                        | 26.6                                                                        | 23.0                                                                        | 28.5                                                                        |
| Temp. media (°C)                                                            | 16.8                                                                        | 18.4                                                                        | 20.4                                                                        | 22.6                                                                        | 24.2                                                                        | 23.6                                                                        | 21.8                                                                        | 21.8                                                                        | 21.7                                                                        | 20.7                                                                        | 18.7                                                                        | 17.0                                                                        | 20.5                                                                        |
| Temp. mín. media (°C)                                                       | 5.4                                                                         | 9.5                                                                         | 10.8                                                                        | 13.0                                                                        | 15.0                                                                        | 16.1                                                                        | 15.8                                                                        | 15.7                                                                        | 15.7                                                                        | 12.0                                                                        | 8.8                                                                         | 6.0                                                                         | 12.8                                                                        |
| Temp. mín. abs. (°C)                                                        | 1.0                                                                         | 1.0                                                                         | 3.5                                                                         | 6.0                                                                         | 7.0                                                                         | 7.0                                                                         | 7.0                                                                         | 6.0                                                                         | 8.0                                                                         | 8.0                                                                         | 4.0                                                                         | -7.0                                                                        | -7.0                                                                        |
| Precipitación total (mm)                                                    | 15.1                                                                        | 10.0                                                                        | 4.5                                                                         | 4.2                                                                         | 22.6                                                                        | 195.5                                                                       | 264.1                                                                       | 217.8                                                                       | 163.8                                                                       | 60.4                                                                        | 13.5                                                                        | 12.1                                                                        | 983.6                                                                       |
| Días de precipitaciones (≥ 1 mm)                                            | 2.1                                                                         | 1.1                                                                         | 0.5                                                                         | 1.0                                                                         | 3.1                                                                         | 14.2                                                                        | 20.0                                                                        | 18.7                                                                        | 14.1                                                                        | 6.2                                                                         | 1.6                                                                         | 2.1                                                                         | 84.7                                                                        |
| Fuente: Servicio Meteorológico Nacional                                     |                                                                             |                                                                             |                                                                             |                                                                             |                                                                             |                                                                             |                                                                             |                                                                             |                                                                             |                                                                             |                                                                             |                                                                             |                                                                             |

## Demografía
De acuerdo a los resultados del Censo de Población y Vivienda de 2010 realizado por el Instituto Nacional de Estadística y Geografía, la población total del municipio de San Cristóbal de la Barranca asciende a 3 176 personas. La densidad poblacional es de 6.06 habitantes por kilómetro cuadrado.

### Localidades
En el censo de 2020 el municipio de San Cristóbal de la Barranca contaba con 74 localidades.
| Código INEGI      | Localidad                    | Población (2020) |
| ----------------- | ---------------------------- | ---------------- |
| 140710001         | San Cristóbal de la Barranca | 843              |
| Otras localidades | Otras localidades            | 2 081            |
| Total municipal   | Total municipal              | 2 924            |

## Política

### Representación legislativa
Para la elección de diputados locales al Congreso de Jalisco y de diputados federales a la Cámara de Diputados federal, el municipio de San Cristóbal de la Barranca se encuentra integrado en los siguientes distritos electorales:
Local:
- Distrito electoral local de 1 de Jalisco con cabecera en Tequila.[9]

Federal:
- Distrito electoral federal 1 de Jalisco con cabecera en Tequila.[10]